# Cycles
Cycles was het debuutalbum van Wolfgang Bock, die na de uitgifte weer direct uit de muziekwereld verdween.
Het waren rondom 1980 de toptijden van een elektronische muziek met de Berlijnse School voor elektronische muziek als subgenre. Binnen dat subgenre kwam in 1980 het album Cycles van Bock uit. Lange mellotronlijnen worden ondersteund door sequencer en slagwerk, dat laatste uitmondend in een drumsolo in Robsai part 2. Muziekproducent Klaus Schulze had zijn stempel dusdanig op de muziek gedrukt, dat de veronderstelling heerste dat Wolfgang Bock wel eens een pseudoniem van Schulze kon zijn. Het album met muziek gelijkend op diens Blackdance en Timewind werd grotendeels vergeten, er kwam geen opvolger onder de naam Bock. Binnen de elektronische muziek en voor Schulze-liefhebbers kreeg het een cultstatus; heruitgave bleek lastig; de originele opnamen leken verdwenen te zijn. 
Het album kwam terug in de spotlight toen het in 2022 voor het eerst heruitgegeven werd. In de jaren voorafgaand was Klaus Schulze bezig met heruitgaven van zijn gehele oeuvre, meest verschenen op het Duitse platenlabel Made in Germany. Er werd toen geconstateerd dat sommige van de tracks veel weg hadden van de muziek van Vangelis in zijn periode van Albedo 0.39 en Spiral. Sommigen hadden daarbij het idee, dat de compact disc een opgeknapte overzetting was van de elpee. De heruitgave ging gepaard met een bonustrack. De originele opnamen vonden plaats in de Panne Paulsen Studio in Frankfurt am Main. Klaus Schulze overleed een maand na de heruitgave van dit album.

## Musici
- Wolfgang Bock – synthesizers met name van Roland Corporation
- Brad Howel – drumstel (track 1)
- Herk Hobb – drumstel (tracks 2-5)

## Muziek
| Nr. | Titel                                    | Duur  |
| --- | ---------------------------------------- | ----- |
| 1.  | Cycles (Bock)                            | 18:51 |
| 2.  | Robsai, part 1 (Bock)                    | 2:26  |
| 3.  | Robsai, part 2 (Bock)                    | 2:42  |
| 4.  | Changes (Bock)                           | 2:03  |
| 5.  | Stop the world (Bock)                    | 10:45 |
| 6.  | Wir fliegen ins All (Bock, Bernd Ramien) | 4:11  |

De track Wir fliegen ins All werd opgenomen in de Paragon Studio in Berlijn. Het verscheen in 1981 op een ep onder de artiestennaam Helicopter. Medewerkenden waren toen Conrad Seltman (zang) en Harald Grosskopf (drumstel). Bernd Ramien schreef de tekst.